# Ujlaky László (színművész, 1942–2018)
ifj. Ujlaky László (Budapest, 1942. március 8. – 2018. január 9.) Jászai Mari-díjas magyar színművész.

## Életpályája
Édesapja Ujlaky László színész, édesanyja Sallai Erzsébet. Testvére, Ujlaky Károly (1944–2011) színész.
1960-ban érettségizett a budapesti Szent István Gimnáziumban. 1960–1964 között a Színház- és Filmművészeti Főiskola hallgatója volt Pártos Géza osztályában. 1964–1972 között a szolnoki Szigligeti Színház, 1972–1979 a Szegedi Nemzeti Színház, 1979–1982 között a győri Kisfaludy Színház, 1982–1988 között a Pécsi Nemzeti Színház, 1988–2002 között ismét a szolnoki Szigligeti Színház, 2002–2008 között a Nemzeti Színház tagja volt.
Utolsó bemutatója 2011-ben volt a Pécsi Nemzeti Színházban. 2018. január 9-én hunyt el.
Felesége Kónya Gabriella, a Nemzeti Színház súgója.

## Fontosabb színházi szerepei
- William Shakespeare: Rómeó és Júlia...Mercutio, Capulet
- William Shakespeare: Julius Caesar...Marcus Brutus
- William Shakespeare: Ahogy tetszik...Próbakő, a bolond
- William Shakespeare: Lear király...Gloster gróf
- William Shakespeare: VI. Henrik király...VI. Henrik
- William Shakespeare: Hamlet...Laertes, Polonius
- William Shakespeare: A velencei kalmár...A velencei dózse
- Sławomir Mrożek: Tangó...Stomil
- Szirmai Albert - Bakonyi Károly: Mágnás Miska...Pixi gróf
- Szakonyi Károly: Adáshiba...Emberfi
- Jacobi Viktor: Sybill...Poire
- Jacobi Viktor: Leányvásár...gróf Rottenberger
- Oscar Wilde: Bunbury...Worting John
- Kodály Zoltán: Háry János...Ebelasztin báró
- Friedrich Dürrenmatt: PLay Stinberg...Kurt
- Friedrich Dürrenmatt: Fizikusok...Möbius
- Lope de Vega: A kertész kutyája...Teodoro
- Anton Pavlovics Csehov: Cseresznyéskert...Trofimov
- Anton Pavlovics Csehov: Ványa bácsi...Asztrov; Szerebrjakov
- Anatolij Vasziljevics Lunacsarszkij: A felszabadított Don Quijote...Dom Quijote
- Peter Weiss: Marat halála...de Sade márki
- Leo Fall: Pompadour...Calicot
- Görgey Gábor: Egy fiú és a tündér...Kurrah
- Victor Hugo: A királyasszony lovagja...Don César de Bazan
- George Bernard Shaw: Sosem lehet tudni...dr. Valentin
- Katona József : Bánk bán...II. Endre
- Szigligeti Ede: Liliomfi...Liliomfi
- Szép Ernő: Patika...Balogh Kálmán
- Lev Nyikolajevics Tolsztoj – Erwin Piscator: Háború és béke...narrátor
- Bertolt Brecht: Kurázsi mama...Eilif
- Carlo Goldoni: Nyári kalandozások...Leonardo
- Illyés Gyula: A kegyenc...Petronius Maximus
- Bohumil Hrabal Bambini di Prága...Viktor
- Molière: Tartuffe...Orgon
- Johann Strauss: A denevér...Frosch
- Jakob Michael Reinhold Lenz: Katonák...Von Spannheim
- Garai Gábor: A reformátor...Luther
- Georges Feydeau: A barátom barátnője...Pochet
- Willy Russel: Vértestvérek...narrátor
- Hernádi Gyula: Dogma...Cavour gróf
- David Storey: Anyák napja...Johnson
- Kálmán Imre: Marica grófnő...Kudelka
- Kálmán Imre: Csárdáskirálynő...Miska
- Székely János: Caligula helytartója...Júdás
- Schwajda György - Gabriel García Márquez: Száz év magány...Prudencio Aguilar
- Tóth Ede: A falu rossza...Czene
- Arthur Schnitzler: Körtánc...A férj
- Szomory Dezső: Szabóky Zsigmond Rafael (Hagyd a nagypapát!)...Szabóky Zsigmond Rafael
- Lehár Ferenc: Luxemburg grófja...Wiinchester; Basil
- Alan Jay Lerner - Frederick Loewe: My fair lady...Pickering
- Jacques Offenbach: Szép Heléna...Kalkhas
- Pozsgai Zsolt: Szeretlek cirkusz...Montavetti
- Makszim Gorkij: Jegor Bulicsov...Bulicsov
- Leonard Bernstein: West Side Story...Schrank felügyelő
- Lionel Bart: Oliver...Fagin
- Bereményi Géza: A jéghegyek lovagja...Ölvir
- Móricz Zsigmond: Úri muri...Lekenczey

## Film- és tévészerepei
- Esős vasárnap (1962)
- Plusz egy fő (1966)
- Isten óvd a királyt (1968)
- Egy kis hely a nap alatt (1973)
- Ciklámen (1975)
- Esküvő Gerelypusztán (1976)
- Képviselő úr (1979)
- A téli csillag meséje (1984)
- Bevégezetlen ragozás (1985)
- Peer Gynt
- Trombi és a Tűzmanó (1988–1990) – Majomfiú testvér; Galamb Balambér (hang)
- Kisváros (1996)

- Biztos tipp
- Tűzvonalban (2008)

- A pók hálójában – Dr. Kovalik
- Kishalak és nagyhalak – Dr. Kovalik
- Versműsorok

## Szinkronszerepei
| Év   | Cím                        | Szereplő    | Színész         | Szinkron éve |
| ---- | -------------------------- | ----------- | --------------- | ------------ |
| 1976 | Kémek csatája              | Sam Lucas   | Richard Widmark | 1992         |
| 1987 | Akit nem lehet megállítani | N/A         | N/A             | 1993         |
| 1987 | Kari Swenson elrablása     | N/A         | N/A             | 1988         |
| 1990 | Őrült Jake                 | Jake Pruitt | Danny Nelson    | 1993         |

## Díjai és kitüntetései
- Juhász Gyula-díj (1976)[7]
- Jászai Mari-díj (1977)
- Bodex-gyűrű (1996)[7]